# RORSAT
RORSAT (Radar Ocean Reconnaissance SATellite; deutsch Ozean-Überwachungs-Radar-Satellit ) ist der westliche Name, der der sowjetischen Satellitenreihe Uprawljajemij Sputnik-Aktiwnij (US-A oder US-AM, GRAU-Index des Komplexes: 17K114, die des Satelliten 17F16) gegeben wurde. Diese Satelliten wurden zwischen 1967 und 1988 gestartet, um mit aktivem Radar NATO- und Handelsschiffe zu überwachen. RORSATs wurden – wie auch die anderen Militärsatelliten – unter der Kosmos-Bezeichnung geführt. Sie wurden mit Zyklon-2-Raketen in ihre Umlaufbahn verbracht.

## Kernreaktoren zur Stromversorgung
Damit das Suchradar effektiv arbeitet, musste für die RORSATs eine niedrige Umlaufbahn gewählt werden. Durch den hohen Energiebedarf des Radars konnten zur Stromversorgung des Satelliten keine Solarzellen verwendet werden, diese hätten durch ihre Größe zu großen Reibungsverlusten in der Atmosphäre geführt, deren Widerstand in dieser relativ geringen Höhe noch eine Rolle spielt. Somit hätte sich die Höhe der Umlaufbahn schnell verringert. Folglich trugen alle operationellen RORSATs Kernreaktoren vom Typ BES-5, die mit 235U betrieben wurden. Normalerweise wurden die Reaktormodule der Satelliten am Ende ihrer Lebenszeit abgetrennt und flogen mit eigenem Antrieb in eine höhere Umlaufbahn (eine sogenannte „Beseitigungsbahn“). Es gab jedoch einige Zwischenfälle, bei denen radioaktives Material in die Atmosphäre gelangte. Die ersten Prototypen der RORSAT-Serie enthielten keinen Reaktor, sondern wurden mit Batterien betrieben, die jedoch nur eine Lebensdauer von wenigen Tagen hatten.
Obwohl die meisten Reaktorkerne erfolgreich hohe Bahnen erreichten, sind diese Bahnen nicht endgültig. Wenn keine weiteren Maßnahmen ergriffen werden, kehren die hochradioaktiven Objekte nach einigen hundert Jahren wieder in die Erdatmosphäre zurück; bis dahin wird jedoch die Radioaktivität kaum abgesunken sein.
Die RORSATs gelten als der Hauptverursacher des Weltraummülls in einer Höhe von etwa 950 Kilometern über der Erde. Konstruktionsbedingt emittierten die Satelliten ihr Kühlmittel, eine eutektische Natrium-Kalium-Legierung (NaK), beim Abtrennen des Reaktorkerns in den Orbit. Es wird geschätzt, dass es in den nächsten Jahrzehnten weiterhin in der Größenordnung 10.000 Tropfen gibt (ca. 5 mm bis maximal 55 mm Durchmesser).
Da das Metallkühlmittel mit Neutronen vom Kernreaktor bestrahlt wurde, enthält es geringe Mengen des radioaktiven Argon-39, das eine Halbwertzeit von 269 Jahren aufweist.

## Technische Daten
Die Satelliten weisen eine Masse von etwa 3,8 t (Startmasse 4,3 t), einen Durchmesser von 1,3 m und eine Länge von etwa 10 m auf. Zwei große längliche Antennen sind an jeder Seite des Satelliten angebracht. Die Brennstoffsektion für den Reaktor (Masse 53 kg, 0,6 m Länge und 0,2 m Durchmesser) besteht aus 37 zylindrischen Brennelementen mit insgesamt 31,1 kg Uranbrennstoff, der auf 90 % 235U angereichert ist.

## Unfälle

### RORSAT Fehlstart, 25. April 1973
Der Start scheiterte und der Reaktor stürzte in den Pazifischen Ozean nördlich von Japan. Die Strahlung wurde durch ein US-Messflugzeug festgestellt.

### Kosmos 954
Der Reaktorkern konnte am Ende seiner Lebenszeit nicht in eine hohe Umlaufbahn geschossen werden. Radioaktives Material trat am 24. Januar 1978 wieder in die Atmosphäre ein und zog eine Spur nach sich, die eine Fläche von 124.000 Quadratkilometern der kanadischen Nordwest-Territorien mit radioaktivem Material kontaminierte.

### Kosmos 1402
Ende 1982 konnte die Endbahn nicht erreicht werden. Der Reaktorkern wurde vom Rest des Satelliten getrennt und war das letzte Stück des Satelliten, das zur Erde zurückkehrte. Es stürzte am 7. Februar 1983 in den Südatlantik.

### Kosmos 1818
Der auch mit „Plasma-A“ bezeichnete Satellit diente (wie auch Kosmos 1867) zur Erprobung des neuen Reaktortyps Topas-1, welcher bei 320 kg Masse 5–10 kW elektrische Leistung abgab und 12 kg 235U enthielt. Er wurde am 2. Februar 1987 gestartet, aber bereits nach 142 Tagen wieder abgeschaltet. Seit Juli 2008 zerfällt der Satellit in Teile (bisher 30), die sich langsam auf der Bahn verteilen.

### Kosmos 1900
Das primäre System versagte bei dem Versuch, den Reaktorkern in seine Endbahn zu schießen. Das Reservesystem schoss den Kern jedoch auf eine Umlaufbahn, die 80 Kilometer unterhalb der geplanten lag.

## Startliste
| Startdatum         | Name        | Bemerkungen                    |
| ------------------ | ----------- | ------------------------------ |
| 28. Dezember 1965  | Kosmos 102  | Testsatellit                   |
| 20. Juli 1966      | Kosmos 125  | Testsatellit                   |
| 27. Dezember 1967  | Kosmos 198  |                                |
| 22. März 1968      | Kosmos 209  |                                |
| 3. Oktober 1970    | Kosmos 367  |                                |
| 1. April 1971      | Kosmos 402  |                                |
| 25. Dezember 1971  | Kosmos 469  |                                |
| 21. August 1972    | Kosmos 516  |                                |
| 25. April 1973     |             | Fehlstart                      |
| 24. Dezember 1973  | Kosmos 626  |                                |
| 15. Mai 1974       | Kosmos 651  |                                |
| 17. Mai 1974       | Kosmos 654  |                                |
| 2. April 1975      | Kosmos 723  |                                |
| 7. April 1975      | Kosmos 724  |                                |
| 12. Dezember 1975  | Kosmos 785  |                                |
| 2. Juli 1976       | Kosmos 838  |                                |
| 17. Oktober 1976   | Kosmos 860  |                                |
| 21. Oktober 1976   | Kosmos 861  |                                |
| 26. November 1976  | Kosmos 868  |                                |
| 16. September 1977 | Kosmos 952  |                                |
| 18. September 1977 | Kosmos 954  |                                |
| 29. April 1980     | Kosmos 1176 |                                |
| 5. März 1981       | Kosmos 1249 |                                |
| 21. April 1981     | Kosmos 1266 |                                |
| 24. August 1981    | Kosmos 1299 |                                |
| 14. Mai 1982       | Kosmos 1365 |                                |
| 1. Juni 1982       | Kosmos 1372 |                                |
| 30. August 1982    | Kosmos 1402 |                                |
| 2. Oktober 1982    | Kosmos 1412 |                                |
| 29. Juni 1984      | Kosmos 1579 |                                |
| 31. Oktober 1984   | Kosmos 1607 |                                |
| 1. August 1985     | Kosmos 1670 |                                |
| 24. August 1985    | Kosmos 1677 |                                |
| 21. März 1986      | Kosmos 1736 |                                |
| 20. August 1986    | Kosmos 1771 |                                |
| 2. Februar 1987    | Kosmos 1818 | Testsatellit mit Topas-Reaktor |
| 19. Juni 1987      | Kosmos 1860 |                                |
| 10. Juli 1987      | Kosmos 1867 | Testsatellit mit Topas-Reaktor |
| 12. Dezember 1987  | Kosmos 1900 |                                |
| 14. März 1988      | Kosmos 1932 |                                |